# Kremmling
Kremmling is een plaats (town) in de Amerikaanse staat Colorado, en valt bestuurlijk gezien onder Grand County.

## Demografie
Bij de volkstelling in 2000 werd het aantal inwoners vastgesteld op 1578.
In 2006 is het aantal inwoners door het United States Census Bureau geschat op 1549, een daling van 29 (-1,8%).

## Geografie
Volgens het United States Census Bureau beslaat de plaats een oppervlakte van
3,4 km², geheel bestaande uit land. Kremmling ligt op ongeveer 2229 m boven zeeniveau.

## Plaatsen in de nabije omgeving
De onderstaande figuur toont nabijgelegen plaatsen in een straal van 48 km rond Kremmling.